# Gebe (île)
Pour les articles homonymes, voir Gebe.
Gebe est une île de l'archipel indonésien des Moluques. Elle est située au sud-est de Halmahera, la plus grande des Moluques.
Administrativement, Gebe constitue un kecamatan (district) du kabupaten (département) de Halmahera central dans la province des Moluques du Nord.
L'île possède un aéroport.
Des fouilles ont révélé la présence il y a 33 000 ans d'hommes dans les grottes de Golo et Wetef sur la côte.